# Hallenbad Bègles

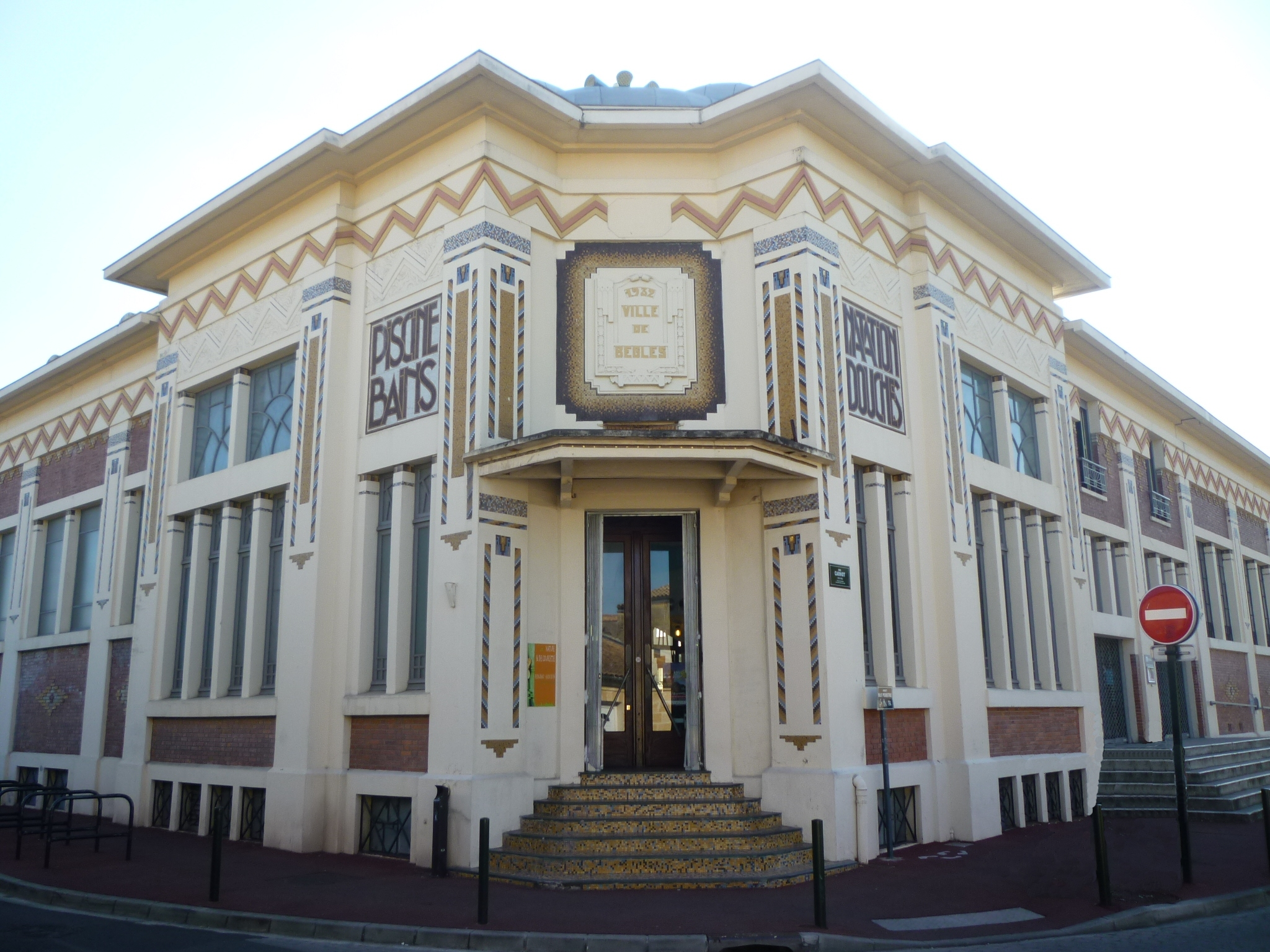
Hallenbad in Bègles

Das Hallenbad in Bègles, einer französischen Stadt im Département Gironde der Region Nouvelle-Aquitaine, wurde von 1930 bis 1932 errichtet. Das Hallenbad an der Rue Francis-de-Pressencé Nr. 1 ist seit 1991 als Monument historique geschützt.
Der Bau des Gebäudes im Stil des Art déco wurde 1925 beschlossen und nach Plänen des Stadtbaumeisters Blanchard ausgeführt. Die Konstruktion besteht aus Stahlbeton.
Der außergewöhnlich vielfältige Dekor ist nur noch an der Fassade erhalten. Die Keramikfliesen stammen vom Unternehmen Castiaux frères und die Bleiglasfenster von der Werkstatt Bime. Die Eingangshalle wird von einer Kuppel überwölbt.